# Isaac Laquedem
Isaac Laquedem, ou Le Roman du Juif errant, est un roman historique inachevé d'Alexandre Dumas père, initialement publié en feuilleton dans le journal Le Constitutionnel à partir de 1852.
Alexandre Dumas prévoit d'en faire son ouvrage majeur, le sommet de son œuvre : une fresque complète de l'histoire de l'humanité, autour d'un héros principal personnalisant le mythe du Juif errant. Sous couvert de fiction, le roman proposera une méditation sur les mythes anciens et modernes.
Le feuilleton commence à paraître en décembre 1852, mais se heurte rapidement à l'hostilité des milieux catholiques. Le Constitutionnel décide de cesser sa parution dès mars 1853. Alexandre Dumas interrompt sa rédaction, dans l'attente de jours meilleurs. L'ouvrage, tel que nous le connaissons aujourd'hui, est édité pour la première fois en 1853. À part quelques éditions partielles, il reste dans l'oubli jusqu'à ce que deux éditions complètes apparaissent, coup sur coup, en 2005 et en 2006.

## Résumé
En 1469, un mystérieux pèlerin, apparemment invulnérable, entre à Rome par la voie Appienne. Reçu par le pape Paul II, il est reconnu pour être le Juif errant, condamné à parcourir le monde éternellement pour avoir insulté le Christ, lorsque celui-ci passait au milieu de la foule lors du Chemin de croix, au moment de la Passion. Son châtiment doit prendre fin lorsque le Christ rédempteur prononcera les paroles suivantes de son salut : « Couche-toi et ne marche plus ! »

## Structure de l'œuvre
Par un retour en arrière, Dumas nous ramène alors à la fondation de Jérusalem. Dans une vaste fresque, il nous présente l'état du monde à cette époque, puis l'histoire de Jérusalem et enfin celle de Rome. À l'aide de son personnage mystérieux, l'écrivain nous livre ainsi l'Histoire antique, en y mêlant mythes et légendes, donnant alors une couleur toute particulière au roman.
Au chapitre X, le roman conte l'histoire de Jésus de Nazareth : sa naissance, sa vie, sa Passion, sa résurrection. C'est au chapitre XXIII qu'intervient le personnage d'Isaac Laquedem, qui, objet de la malédiction de Jésus, va commencer une errance sans fin, mais non sans but : il cherche les Parques, ces trois divinités grecques qui filaient la vie des humains et la tranchaient lorsque leur destinée était accomplie.
Pour les trouver, Isaac Laquedem fait appel à Apollonius de Tyane, le sage par excellence, qui lui sert de guide dans un voyage à travers la Grèce, prétexte à revisiter les grands mythes de l'Antiquité. Puis, sur le conseil de Médée, il va, porté sur le dos du grand sphinx d'Égypte, interroger Prométhée. Le Titan lui demande d'incendier la forêt caucasienne pour lui permettre de trouver enfin le repos dans la mort et, en échange de ce service, lui conseille de descendre au centre de la Terre avec le rameau d'or.
Partant de Delphes, Isaac Laquedem s'engage dans une descente lors de laquelle Apollonius l'initie à la Genèse de la Terre, à partir des couches géologiques, avant de le laisser seul pour la dernière partie de son voyage. Au centre de la Terre, Isaac Laquedem trouve les Parques, et nous découvrons ce qu'il cherche à obtenir : le fil de la vie de Cléopâtre, qu'il veut ramener à la vie pour en faire son alliée « contre le Dieu maudisseur ».
C'est avec la résurrection de Cléopâtre que s'achève Isaac Laquedem, ou du moins ce qu'Alexandre Dumas a réalisé de l'immense œuvre dont il rêvait. La censure y mettant un terme prématuré, le roman s’achève au chapitre XLII, où il reste comme suspendu…

Ce projet immense, relevant de même de la comédie humaine et divine, était prévu initialement pour compter trente volumes. En réalité, seuls paraîtront une quarantaine de chapitres, dont l’action se limite pour l’essentiel à l'an 33 de notre ère. Ayant pour fil conducteur le personnage du Juif errant, ce qui devait être une épopée universelle bute en effet contre deux obstacles. Le premier est interne à l’œuvre : il tient à l’ampleur du récit, qui tend à s’égarer dans ses propres méandres. L’autre obstacle lui est externe : c’est la censure du Second Empire, qui contraint l’auteur à suspendre la publication du feuilleton.

## Les personnages principaux
- Isaac Laquedem ou le Juif errant
- Jésus-Christ
- les trois Parques
- Le pape Paul II
- Apollonius de Tyane
- Médée
- Prométhée
- Cléopâtre

## Le mythe du Juif errant en littérature[3]
Le personnage principal du roman de Dumas est tiré d'un mythe qui a de nombreuses fois été repris en littérature : celui du Juif errant. Ce mythe sollicite au cours des siècles l'imagination populaire d'où il est lui-même sorti.
Dès son apparition au XIIIe siècle, le Juif errant est caractérisé par certains éléments hétérogènes et pittoresques qui le rendent identifiable au travers des œuvres et des siècles. Il apparaît comme un homme éternellement triste, devenu pieux après avoir été condamné par le Christ à une éternelle errance pour lui avoir refusé un instant de repos lors du Chemin de croix, le Vendredi saint. Condamné à cette marche éternelle, il attend en Arménie le retour du Christ rédempteur.
Tout d'abord reconnu comme étant l'ancien portier de Ponce Pilate, il va au fil des œuvres littéraires devenir un cordonnier juif, ayant vu le Christ déambuler dans les rues de Jérusalem chargé de sa croix.
Le Juif errant est un homme qui traverse les siècles et dont le corps se renouvelle au début de chacun de ces siècles, ayant toujours cinq sous en poche, qu'il ne peut dépenser qu'entièrement, et qui reviennent sans cesse dans sa poche.
On le retrouve sous le nom d'Ahasvérus, ou encore sous celui d'Isaac Laquedem.
Dans son œuvre, Dumas choisit d'omettre certains aspects légendaires et mythiques du Juif errant, participant ainsi à la réécriture de ce mythe, et fait d'Isaac le témoin de l'Histoire rebelle face à cette condamnation. Isaac devient l'incarnation du peuple « déicide », fournit un argument à l'antisémitisme théologique, et constitue un symbole du peuple en diaspora.

## Éditions
- Roman-feuilleton en 1852 : Isaac Laquedem commence à paraître en roman-feuilleton, dans les pages du journal Le Constitutionnel, le 10 décembre 1852[4]. Le 20 décembre 1852, l’Empire est proclamé et c'est le retour à l'ordre établi. Le 15 janvier 1853, la rédaction du Constitutionnel, anticipant la censure impériale, « saborde toute l’importante partie du roman consacrée à Jésus-Christ »[5]. La publication du feuilleton est définitivement arrêtée le 11 mars 1853, à la suite d’un violent article de Léon Aubineau dans L'Univers du 28 février 1853[5].
- Édition initiale en 1853 : Alexandre Dumas ne poursuivra pas la rédaction de l'ouvrage. Il obtient l'édition de ce qu'il a écrit, aux Éditions Librairie théâtrale, en 1853. Cinq volumes in-8[6] : selon Daniel Barbu, seuls quatre volumes sur les trente prévus auront vu le jour[7] et selon Maxime Prévost, « le roman inachevé fut publié en quatre volumes à la fin de 1852 (chez Alphonse-Nicolas Lebègue, à Bruxelles) et en deux volumes en 1853 (chez Marchant, à Paris)[8] ».
- Édition de 1878 : Paris : Calmann-Lévy, 1878 - 2 vol., 322 p. Notice n° : FRBNF35216803[9].
- Édition de 1956 : une version abrégée fut publiée en 1956. L'ouvrage n’était plus paru depuis 1853, nous dit Daniel Barbu, passant sous silence l'édition de 1878[10].
- Édition de 2005 : réédition aux éd. Les Belles Lettres, Paris, 2005[11]. 452 p., broché. Sous-titré Le roman du Juif errant, préface et commentaires de Claude Aziza, alors professeur d’histoire romaine à l’université de Paris III[10]. Daniel Barbu en rend compte dans un document au format PDF[12], disponible sur le site d'Asdiwal[13].
- Édition de 2006 : éditions Le Joyeux Roger, Montréal 2006  (ISBN 978-2-923523-04-0)[14].
- Édition anglaise de 2020: Noumena Press, Whately, Massachusetts
- Édition anglaise de 2025 (tome 1): Paul T. M. Jackson.
- Édition anglaise de 2025 (tome 2): Paul T. M. Jackson.

## La critique
Divers reproches ont été adressés à l'auteur pour cet ouvrage : sacrilège pour les catholiques, antisémite pour d'autres, trompeur sur le contenu promis du roman pour les lecteurs.

### Sacrilège?
Rappelons d'abord la censure ayant mis fin à la publication du feuilleton dès 1853.
H. Blaze de Bury publie, en 1885, Alexandre Dumas, sa vie, son temps, son œuvre, accessible en document PDF. Le chapitre XXII (p. 184-200), consacré à Isaac Laquedem, nous donne des clefs pour comprendre l'événement.
« Roman, drame, épopée, histoire, tout ce qu’on voudra, cet Isaac Laquedem est, en plus, un merveilleux recueil de légendes […]. » Cependant, nombre de contemporains de Dumas furent scandalisés de voir le Christ traité en légende ordinaire. Les milieux catholiques reprochaient à l'auteur de mettre des paroles d'homme dans la bouche de Jésus, de traiter Jésus comme un mythe parmi d'autres :
« Ce vulgarisateur impitoyable ne reculera pas même devant cette besogne, de dramatiser, de costumer et d’enluminer la vie de Jésus en historiettes sentimentales, à l’usage des cabinets de lecture. »
Dumas était coupable d'avoir compté « sans les scrupules religieux du second Empire qui s’émut bientôt du scandale à voir l’Évangile paraître en feuilletons tous les matins, ni plus ni moins que la Reine Margot ou les Mousquetaires. »
Dumas fait même se rencontrer Isaac Laquedem et Apollonius de Tyane, philosophe pythagoricien du Ier siècle, qui a souvent été comparé au Christ. Barbu commente :
« La rencontre avec ce Christ païen permet à l’auteur de basculer du monde biblique au monde gréco-romain […]. Le projet de l’auteur est de dépeindre ces deux mondes qui se rencontrent : un ancien, celui des dieux polymorphes, des héros et des mythes ; et un nouveau, celui d’un dieu mort pour expier le péché d’Eve et appelé à devenir chrétien. […] Cette équivalence osée entre ces deux ères est certainement l’une des raisons qui suscita l’ire de la censure. »

### Antisémitisme?
Certains ont pu soupçonner Dumas d'antisémitisme, son héros central n'ayant pas le beau rôle.
Dans son compte rendu de l'édition 2005, Daniel Barbu en évoque la possibilité :  « Laissant transparaître une certaine hostilité envers le peuple déicide, le procès de Jésus met ﬁdèlement en scène les Juifs mus par la haine. »
Bien au contraire, plusieurs sources excluent tout antisémitisme chez Dumas, et fournissent des témoignages de sa sympathie, et même de sa reconnaissance, à l'égard de Juifs.
Le site Lesbelleslettres.com cite Actualité juive du 12 janvier 2006 : « L'écrivain, étranger à la judéophobie archaïque qui marque ce mythe, transforme le "Juif errant" en témoin de toutes les grandes tragédies de l'histoire. »
Dans le document intitulé Alexandre Dumas, le général Thiébault et les juifs, Henry Méchoulan (directeur de recherche honoraire au CNRS) affirme qu'« Alexandre Dumas a toujours manifesté une réelle sympathie à l'égard des juifs qu'il a rencontrés ou qu'il a créés dans son œuvre » et qu'« il est évident que la lecture du texte d'Isaac Laquedem ne peut s'accommoder de la judéophobie ambiante, ce qui explique la censure. » (NB : ambiante au milieu du XIXe siècle.)

### Le roman envahi par l'histoire des mythologies
Le qualificatif de roman historique ne suffit pas à caractériser l'ouvrage : l'auteur le pimente de mythologie, dont une partie est due à son imagination. C'est ainsi que Maxime Prévost a pu écrire, à son sujet, un essai intitulé Quand le mythographe se fait mythologue.
Ce changement de thème inattendu, ce passage du roman historique à un essai sur les mythologies, Maxime Prévost le voit comme la cause d'un échec supplémentaire dans la vie et l'œuvre de Dumas, déjà marqué par diverses épreuves telles que l'échec de ses candidatures aux élections.
Dumas a annoncé une fiction (le roman du Juif errant), dans laquelle le héros devait parler à la première personne ; ce qu'il fait, en effet, pendant plusieurs chapitres ; puis, l'auteur s'en excuse auprès du lecteur, le héros n'est plus qu'un personnage comme un autre, dont on parlera à la troisième personne, car il s'agit de délaisser la fiction pour entreprendre un travail d'historien, historien des mythes anciens comme des mythes modernes. Ce faisant, Dumas décevait l'attente de ses lecteurs, et se condamnait à une perte d'intérêt du public, renforçant ainsi l'empressement du journal à arrêter la publication du feuilleton.